# Staatspolizeistelle Wesermünde
Die Staatspolizeistelle Wesermünde (Stapo Wesermünde) war eine Dienststelle der Gestapo von 1933 bis 1945, deren Amtsbereich wie auch der Status sich im Verlauf der Jahre veränderte. Da die Akten der Stapo Wesermünde wie der Staatspolizeistelle Bremen (Stapo Bremen) und ebenso die Lageberichte der Stapo Wesermünde beim Regierungsbezirk Stade bis heute nicht mehr auffindbar sind, können Einzelheiten der Stapo Wesermünde nur aus anderen Aktenquellen aufgezeigt werden. Sitz der Stapo Wesermünde war die Stadt Wesermünde am Hohenzollernring 1.

## Einrichtung
Mit der nationalsozialistischen „Machtergreifung“ im Jahre 1933 und dem 1. Gestapogesetz vom 26. April 1933 wurden die Landeskriminalpolizeistellen (LKPSt) der Regierungsbezirke in Preußen als Staatspolizeistellen eingerichtet. Die LKPSt in Wesermünde war im Jahr 1933 für den Regierungsbezirk Stade zuständig. Walter zur Nieden war Leiter der LKPSt in der Dienststellung eines Staatlichen Polizeidirektors. Damit übernahm zur Nieden als erster Leiter die Führung der Stapo Wesermünde. Sein Stellvertreter war der Regierungsassessor Heß und als Abteilungsleiter wirkte der Kriminalpolizeirat Schorn. Dem Polizeiobersekretär Willi Gindel unterstand der Verwaltungsdienst der Dienststelle. Im Außendienst waren der Kriminalbezirkssekretär Emil Hilmer und die Kriminalassistenten Hemme, Ring und Tronnier eingesetzt.

## Leitung und Neuorganisation
Durch einen Runderlass von Hermann Göring als Ministerpräsident in Preußen vom 13. März 1933 wurden die bisherigen Staatspolizeibehörden aus den bisherigen Strukturen der Bezirksbehörden herausgelöst und als eigenständige Dienststellen der Gestapo eingerichtet. Vermutlich am 1. April 1934 übernahm im Zuge dieser Neuorganisation der Polizeiinspektor Willi Gindel (* 1895) die Leitung der Stapo Wesermünde. Im Verzeichnis der Staatspolizeistellen zu § 8 der Verordnung zur Ausführung des Gesetzes über die Geheime Staatspolizei vom 10. Februar 1936 in Preußen wurde die Stapo Wesermünde weiterhin für den Regierungsbezirk Stade mit Sitz in Wesermünde als laufende Nr. 34 der alphabetischen Reihenfolge gelistet.
Auf Willi Gindel folgte 1935 bis 1936 der Regierungsassessor Behrens als Leiter der Dienststelle. Alexander Landgraf übernahm ab April 1936 bis vermutlich Ende August 1937 die Leitung.

## Suspendierung
Reinhard Heydrich sandte an alle Staatspolizeileitstellen und Staatspolizeistellen einen Erlass vom 23. März 1937, in dem unter Punkt 6. das Gebiet der Stapo Wesermünde neu bestimmt wurde:
Die Staatspolizeistelle Wesermünde wird mit der bisher zur Staatspolizeistelle Bremen gehörenden Aussenstelle Bremerhaven zu der der Staatspolizeileitstelle Hannover zugeteilten Staatspolizeistelle Wesermünde-Bremerhaven vereinigt. Der Bezirk der Staatspolizeistelle Wesermünde-Bremerhaven umfasst den preußischen Regierungsbezirk Stade und den Bremer Bezirk Bremerhaven. Die Staatspolizeistelle Bremen bleibt Staatspolizeistelle für das Land Bremen ohne Bremerhaven.
Vom 1. September 1937 bis Frühjahr 1938 wurde Oswald Schäfer der Leiter der Stapo Wesermünde. Ihm folgte als Leiter bis 1940 der Regierungsassessor Freytag. Im Jahre 1940 führte der SS-Sturmbannführer und Regierungsrat Werner Braune die Stapo Wesermünde. Bis Mitte 1941 übernahm der SS-Sturmbannführer und Regierungsrat Willi Wolter  die Leitung. Mit Wirkung vom 1. Juli 1941 durch Erlass des Chefs der Sicherheitspolizei und des SD wurde die Stapo Wesermünde suspendiert und als Außenstelle der Stapo Bremen, die von SS-Sturmbannführer und Regierungsrat Herbert Zimmermann geleitet wurde, unterstellt. Dabei wurde auch der Personalbestand der Stapo Wesermünde reduziert. Der neue Dienstbereich umfasste den Stadt- und Landkreis von Wesermünde.

## Tätigkeiten
Die Tätigkeiten der Stapo Wesermünde betrafen alle Vergehen und Verbrechen im Sinne des NS-Strafrechts. Verfolgt wurden alle Personen, denen Äußerungen des Hochverrats, der Hetze oder des Defätismus gegenüber dem NS-Regime vorgeworfen wurden. Dabei, wie auch bei Verstößen gegen die NS-Arbeitsregelungen wie unbefugter Arbeitsplatzwechsel, Arbeitsniederlegungen oder sogenannte Arbeitsunwilligkeit beriefen sich die Gestapoleute in erster Linie auf Denunziationen. Nach dem Beginn des Zweiten Weltkriegs wurden Verstöße gegen die Bestimmungen der Kriegswirtschaft wie Tauschhandel, Hamstern oder Schwarzschlachtungen verfolgt. Einen erheblichen Anteil der Tätigkeiten umfasste auch die präventive Observation von Angehörigen bestimmter Berufe oder der Zuzug neuer Personen im Dienstbereich, darunter auch sogenannte Fremdarbeiter.
Als die Gestapo immer mehr Rechte erhielt, polizeiliche Aufgaben allein und selbständig zu entscheiden, kam es zu wachsenden Reibereien in der bisherigen Verwaltungspraxis. Die Leiter der Stapo Wesermünde beschwerten sich bei den Amtsleitern, dass die Behörden weiterhin bestimmte Vorgänge allein entschieden und die Gestapo nicht informierten. Somit war die Gestapo bei ihrer Tätigkeit nicht nur auf Denunzianten, sondern auch auf die Hilfe der Verwaltungsbehörden angewiesen.